# لي لورينز
لي لورينز (بالإنجليزية: Lee Lorenz)‏ هو رسام كارتون أمريكي، ولد في 1933.

## وصلات خارجية
- لي لورينز على موقع ديسكوغز (الإنجليزية)